# Godfrey Harold Hardy
Godfrey Harold Hardy (ur. 7 lutego 1877 w Cranleigh, zm. 1 grudnia 1947 w Cambridge) – angielski matematyk, profesor Uniwersytetu w Cambridge. Laureat najwyższych nagród dostępnych matematykom w jego czasach: Medalu Sylvestera (1940) i Medalu Copleya (1947).
Jego prace dotyczyły teorii liczb, analizy (zwłaszcza teorii szeregów i równań całkowych) oraz biomatematyki. Udowodnił, że częstości genotypów w populacji diploidalnej nie zmieniają się z pokolenia na pokolenie, przy spełnieniu określonych warunków (prawo Hardy’ego-Weinberga – będące kamieniem węgielnym w genetyce populacji, na równi z prawami Mendla).
Jednym z jego osiągnięć było odkrycie talentu indyjskiego matematyka Srinivasy Ramanujana, z którym współpracował od 1914. Hardy znany jest także z wydanego w 1940 eseju A Mathematician's Apology opisującego jego życie i poglądy. Książka ukazała się również w Polsce pod tytułem Apologia matematyka.

## Wczesne życie i kariera
Urodził się w rodzinie nauczycielskiej. Ojciec był kierownikiem i nauczycielem w szkole średniej Cranleigh School (Surrey), matka – nauczycielką w Lincoln Training College.
Od wczesnej młodości przejawiał uzdolnienia matematyczne i smykałkę do operacji na liczbach. Po ukończeniu szkoły w Cranleigh, uzyskał stypendium w Winchester College, w roku 1896 został przyjęty do Trinity College w Cambridge. W 1903 uzyskał stopień magistra (Master of Art). Od 1906 był wykładowcą w Cambridge. W 1919 przeniósł się do Oksfordu, gdzie objął katedrę geometrii (Savilian Chair of Geometry) na tamtejszym uniwersytecie, opuszczoną przez usuniętego ze stanowiska Bertranda Russella. W 1928 i 1929 wykładał na Uniwersytecie w Princeton. Do Cambridge powrócił w 1931 i objął profesurę (Sadlerian Professor of Pure Mathematics), którą piastował do 1942.
Po powrocie do Cambridge, młodzi matematycy byli zachwyceni: ich zdaniem był prawdziwym matematykiem. W pewnym sensie wówczas (1931 rok) Hardy miał cechy gwiazdora.
W 1939 roku dostał zakrzepicy naczyń wieńcowych, a II wojna światowa pogrążyła go w ciężkiej depresji. Po wojnie niedomagał fizycznie, tracił oddech po przejściu paru jardów. W szczególności w 1947 roku próbował popełnić samobójstwo (barbiturany), ale próba ta nie udała się. Nie próbował ponownie popełnić samobójstwa. Zamiast tego postanowił czekać aż umrze. Za każdym razem w szpitalu (klinika Evelyn w Cambridge) mówił o śmierci, nie chciał dłużej znosić życia w takich warunkach. Nie bał się śmierci: "czego można bać się w nicości". Zmarł nad ranem 1 grudnia 1947 roku w klinice Evelyn mając 70 lat.
Parę tygodni przed śmiercią dowiedział się że, Royal Society przyznało mu najwyższe odznaczenie – medal Copleya.

## Dorobek naukowy
Pozostawał pod wpływem matematyków z kontynentalnej Europy (Cours d'analyse de l'École Polytechnique Camille'a Jordana), pasjonowała go matematyka czysta. Współpracował z Johnem E. Littlewoodem w rozwoju analizy matematycznej i teorii liczb. Wspólnie opracowali uogólnienie problemu Waringa oraz systemy liczb bliźniaczych.
Wspólnie z Ramanujanem napisali pięć prac, w których Hardy dowiódł swej oryginalności (o ich współpracy więcej wiadomo, niż o współpracy Hardy’ego z Littlewoodem).
Pomimo iż uważał się za czystego matematyka, którego dorobek nie znajdzie żadnego praktycznego zastosowania jego prace zostały wykorzystane m.in. przez Nielsa Bohra przy konstruowaniu modelu atomu oraz w termodynamice i fizyce kwantowej, przy opisie statystyki Bosego-Einsteina.
Sformułował jedno z podstawowych praw genetyki populacji, udowadniając, że częstości genotypów w populacji diploidalnej nie zmieniają się z pokolenia na pokolenie, przy spełnieniu określonych warunków (prawo Hardy’ego-Weinberga).
Jego prace zostały wydane w siedmiu tomach przez wydawnictwo Oxford Univerisity Press.

## Osobowość
Przyjaźnił się z G. E. Moore’em, Bertrandem Russellem i Johnem Maynardem Keynesem. Był fanem krykieta, w wieku pięćdziesięciu paru lat wygrywał w tenisa z drugą rakietą Uniwersytetu Cambridge. Bardzo nieśmiały, nie lubił występować publicznie, nie akceptował swego wyglądu – podobno miał w zwyczaju zasłaniać ręcznikami lustra w hotelach, w których się zatrzymywał.
Nie uchylał się od służby wojskowej, wręcz przeciwnie, zgłosił się do wojska na ochotnika (I wojna światowa), ale komisja wojskowa odrzuciła go ze względu na mikrą posturę i chorowitość.
Nigdy się nie ożenił. Był ateistą przez całe życie, odmawiał wejścia do kaplicy nawet na pogrzeby i wybory władz uczelni.

## Odniesienia w kulturze
Hardy jest postacią w filmie Człowiek, który poznał nieskończoność. W jego rolę wcielił się Jeremy Irons.